# Schloss Pullenried

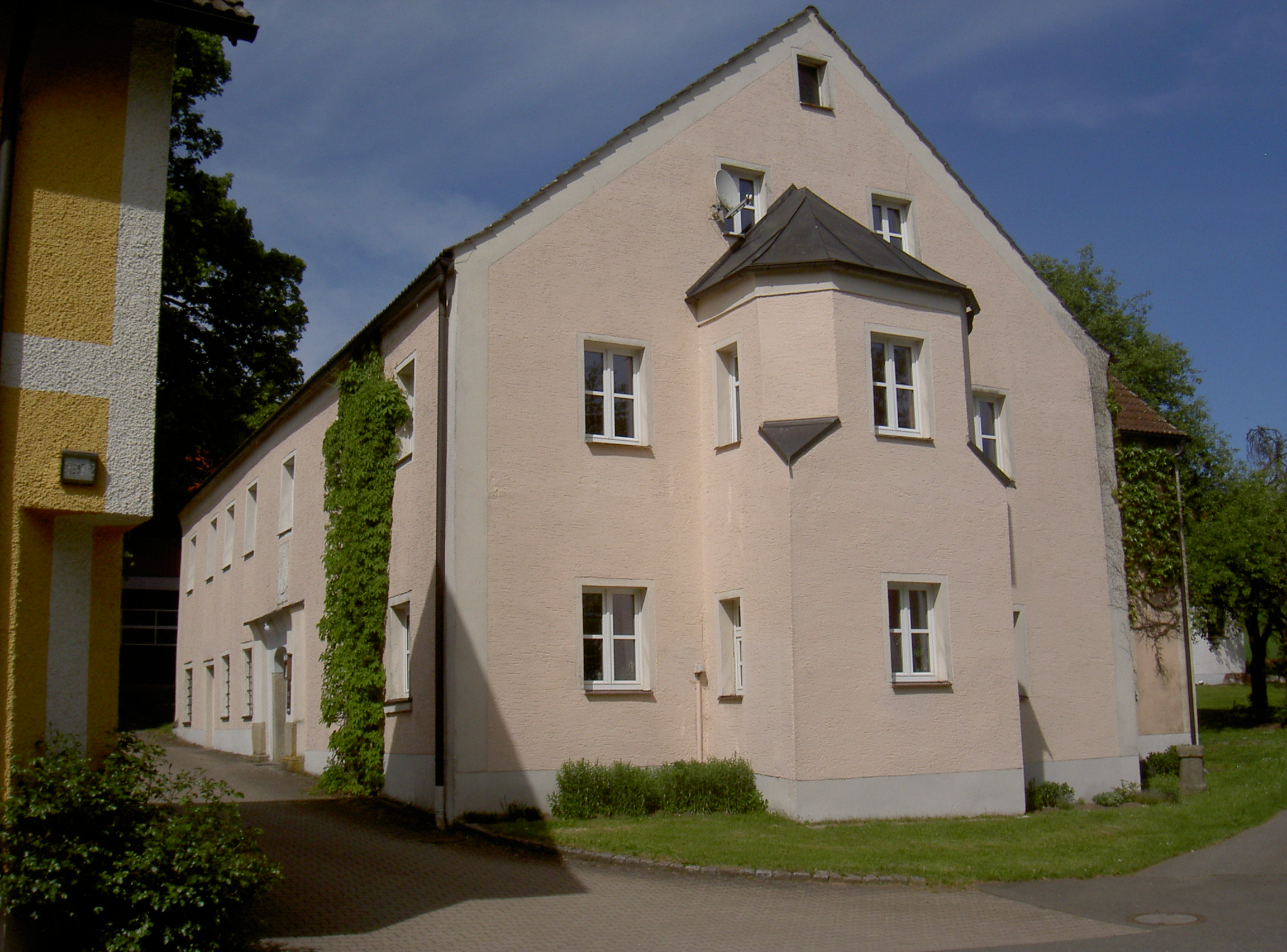
Hammerschloss Pullenried (2017)

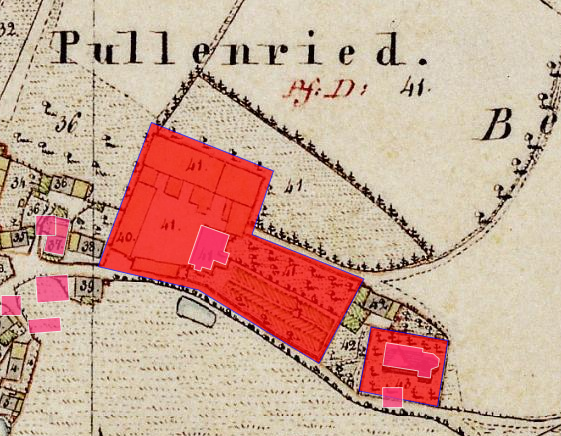
Lageplan von Hammerschloss Pullenried auf dem Urkataster von Bayern

Das Schloss Pullenried, auch als Hammerschloss Pullenried bezeichnet, liegt in Pullenried, einem Gemeindeteil der oberpfälzischen Stadt Oberviechtach im Landkreis Schwandorf. Es ist als Baudenkmal unter der Aktennummer D-3-76-151-42 verzeichnet. „Archäologische Befunde des Mittelalters und der frühen Neuzeit im Bereich des ehem. Hofmarkschlosses in Pullenried“ werden zudem als Bodendenkmal unter der Aktennummer D-3-6440-0075 geführt.

## Geschichte
Pullenried wird erstmals 1040 erwähnt, als König Heinrich III. einem Hezilo ein Gut in „Pillungesriuth in pago Norgouue in commitatu Ottonis comitis et in marca que vocatur Nabburg situm“, schenkt. Pullenried wird damit in der Grafschaft des Otto von Schweinfurt gelegen lokalisiert und war Ausgangspunkt für Rodung, Kolonisation und Pfarrorganisation in der Mark Nabburg. Um 1285 ist die „villa Puelnrivt“ Bestandteil des Amtes Waidhaus. Das Adelsgeschlecht der Pullenreuther auf Pullenried ist zwischen 1166 und 1506 nachweisbar. Eine Wiederbesiedlung von Pullenried hat Mitte des 16. Jahrhunderts stattgefunden, als „Vcz Gleissentaler“ die „odlent“ (= öd liegend) vor 1542 von den Sazenhofen erworben hatte. Der neue Besitzer beanspruchte unmittelbar nach dem Erwerb Hofmarkrechte. Im Landsassenregister taucht Pullenried erstmals 1550 mit dem Besitzer „Ulrich von Kleissenthal auf Pulnreut“ auf. In der Nachfolge werden folgende Besitzer genannt: Erben des Ulrich (1563–1570), Christoff von Gleißenthal (1581), Peter von Gleißenthal (1585–1599), (Jacob) Pangraz von Gleißenthal (1613), Hanns Neidhard von Gleißenthal (1622). Dieser musste wegen seines protestantischen Glaubens 1629 das Land verlassen. Nach seinem Tod fiel das Gut an seinen Bruder Wolf Peter von Gleißenthal, der das Gut 1643 an Melchior Reineck verkaufte.
Die Hofmarksrechte waren umstritten; der Pfleger von Murach meinte 1563, es sei nicht richtig, dass Vcz von Gleissentaler sich dieser rühme. in der Beschreibung des Amtes Murach 1581 wird darauf verwiesen, dass sich Christoff von Gleißenthal und seine Brüder mit der Errichtung eines Brauhauses und einer Fleischbank Hofmarksrechte angemaßt hätten: Amt und Markt „Viechtach“ waren jedoch dagegen und regierten „mit einreissung vnd zerschlagung des preugeschirrs“. 1584 kam es zu einer gütlichen Einigung zwischen den Brüdern Hans Ulrich, Peter, Michel und Christoff von Gleißenthal mit der Gemein des Marktes Oberviechtach, wonach zu Pullenried jährlich nur 200 Eimer Bier zum Hausgebrauch und zum Verlag in der eigenen Tafern gebraut werden sollten und die Fleischbank den eigenen Bedarf und den der Tafern bedienen sollte. Andererseits hatte Pullenried das Recht, eine Malefizperson drei Tage festzuhalten, bevor diese am das Amt Murach ausgeliefert wurde; dies ist ein gewichtiges Indiz für das Bestehen einer Hofmark in Pullenried.
Ab Mitte des 17. Jahrhunderts gab es folgende Besitzer in Pullenried: Melchior Reineck (1643), Albrecht Sigmund von Löwenthal (1650), der auch Schloss Penkhof und Schloss Lixenried erworben hatte, Hanns Ernst Preißlingen (1653), Adam Ernst (1693), dann dessen Erben und 1696 Johann Albrecht Erdmann Portner. Nachdem das Gut 1705 im Zuge der Bayerischen Volkserhebung völlig ausgeplündert worden war, kam der Portner in Geldnot und ersuchte die Regierung um Erlass der Rittersteuer. 1736 kam der Besitz an den Hauptgläubiger Freiherr von Wildenau aus Amberg. Weitere Landsassen waren 1738 Franz Xaver May (Pfarrer zu Roding), 1749 Georg Wolfgang von Schmauß (Glasmeister von Kreuzhütte und Plöß in Böhmen), 1762 Georg Michael von Schmauß, 1786 Johann Leopold von Schmauß (Pfleger von Waldmünchen) im Namen der Kinder seines Bruders Georg Michael, dann Georg Anton von Schmauß (* 1783).
Georg Wolfgang von Schmauß hatte 1752 zusätzlich das Hammergut Plechhammer erworben; er errichtete dort anstelle des Eisenhammers eine Glasspiegelschleife und Plechhammer wurde als Privatbesitz der Familie Schmauß Teil der Hofmark Pullenried. Dem Hofmarksgericht Pullenried unterstanden 1774 35 Anwesen sowie der Plechhammer, 1809 waren es 53 Familien in Pullenried und neun in Plechhammer. Anton von Schmauß beantragte am 23. August 1813 ein Ortsgericht für Pullenried, Hannamühle, Plechhammer, Neumühl und Weißbachmühl und am 3. Januar 1815 erfolgte die Umwandlung des Patrimonialgerichts in ein Ortsgericht Pullenried. Am 24. Dezember 1830 erfolgte der Ankauf der Dominikalien in Pullenried und Plechhammer durch den Staat; das Ortsgericht wurde aufgelöst und die Gerichtsbarkeit wurde an das Landgericht Neunburg vorm Wald übertragen. Die Reste des Landsassengutes Pullenried wurden 1836 an Georg Dobmeier verkauft.

## Beschreibung
Das ehemalige Hammerschloss stammt im Kern aus dem 16. Jahrhundert. Es ist ein lang gestreckter zweigeschossiger Satteldachbau mit einem firstgedrehten Anbau im Osten. Der südliche Giebel besitzt einen Standerker. Ein Korbbogen-Portal mit Pilasterrahmung führt in das Gebäude, darüber befindet sich eine Wappentafel der Herren von Schmauß.